# Cuafximaloya
Cuafximaloya är en ort i Mexiko.   Den ligger i kommunen Zoquitlán och delstaten Puebla, i den sydöstra delen av landet, 250 km sydost om huvudstaden Mexico City. Cuafximaloya ligger 2 481 meter över havet och antalet invånare är 194.
Terrängen runt Cuafximaloya är kuperad västerut, men österut är den bergig. Runt Cuafximaloya är det ganska tätbefolkat, med 72 invånare per kvadratkilometer. Närmaste större samhälle är Coxcatlán, 17,2 km sydväst om Cuafximaloya. I omgivningarna runt Cuafximaloya växer i huvudsak blandskog.